# Die kleinen Kaulquappen suchen ihre Mutter
Die kleinen Kaulquappen suchen ihre Mutter (chinesisch 小蝌蚪找妈妈, Pinyin Xiǎo kēdǒu zhǎo māma, englisch “Little tadpoles looking for their mother” aka “Tadpoles Searching for Mother” aka “Where Is Mother”) oder Wo ist Mama? ist ein ca. fünfzehnminütiger chinesischer Zeichentrickfilm aus dem Jahr 1960. Er handelt von den Abenteuern und Missgeschicken einer Gruppe von gerade geschlüpften Kaulquappen auf der Suche nach ihrer Mutter. Dabei begegnen sie verschiedenen Tieren, die sie irrtümlich für diese halten.
Er wurde vom Shanghai Animation Film Studio unter künstlerischer Leitung von Te Wei (特伟) produziert. Die technische Leitung hatte Qian Jiajun (钱家骏).

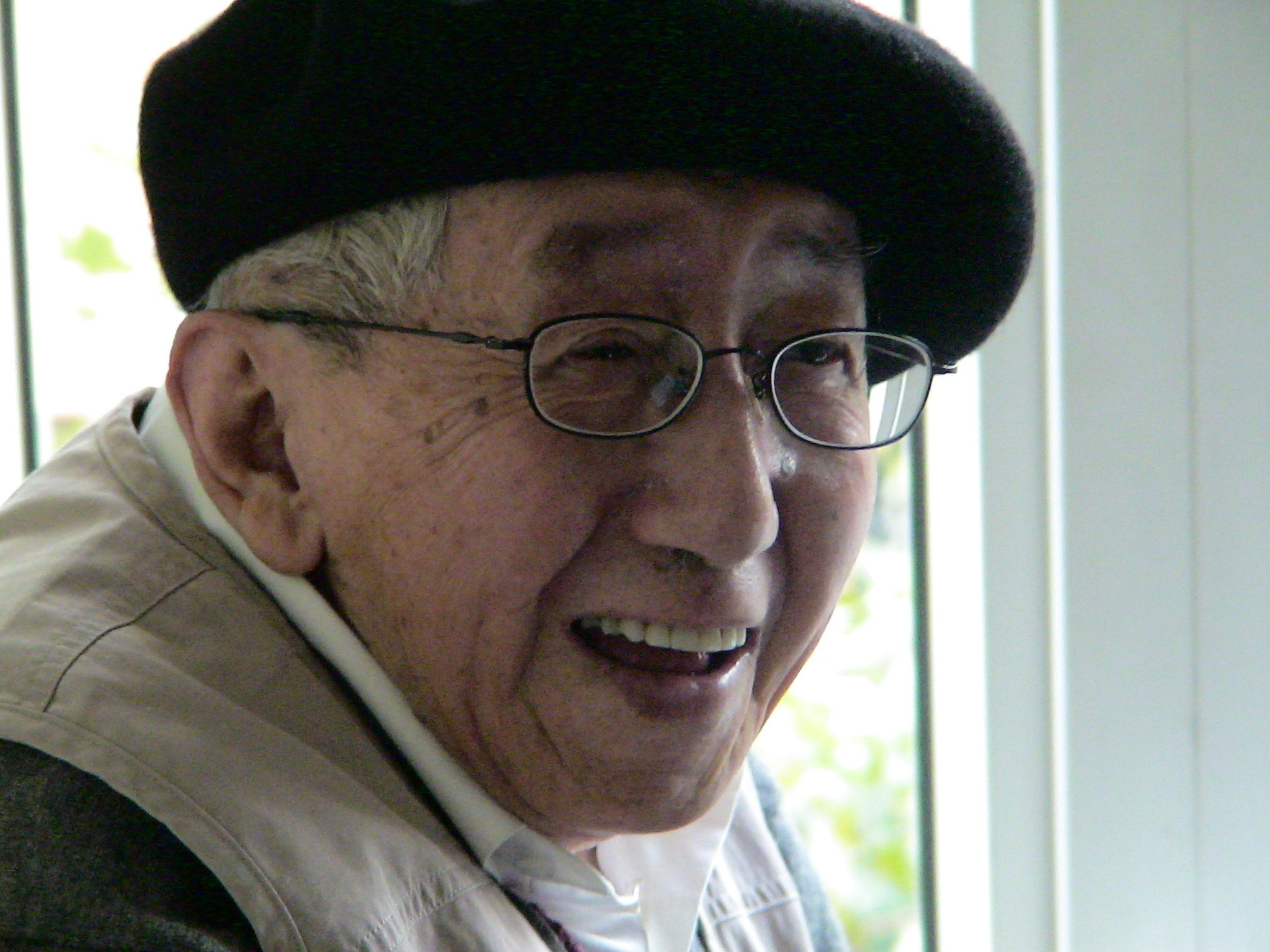
Te Wei im Jahr 2006

Es ist einer der ersten Versuche Te Weis, sich mit einem von der traditionellen Tuschemalerei – insbesondere von dem Maler Qi Baishi – beeinflussten Stil von der Animation westlichen Stils zu lösen und stärker im Einklang mit der einheimischen chinesischen Ästhetik zu bleiben.
Wegen seiner einfachen Handlung und sich wiederholender Textpassagen ist er ideal für Kinder, die mit dem Erlernen der chinesischen Sprache und Schrift beginnen.

## Video
- xiao ke dou zhao mama – youtube.com